# Жизнь и приключения четырёх друзей
«Жизнь и приключения четырёх друзей» — детский художественный фильм из четырёх историй режиссёра Олега Ерышева по сценарию Юзефа Принцева, снятый на студии «Лентелефильм» по заказу Ленинградского комитета по телевидению и радиовещанию в 1980—1981 годах.

## Сюжет
Две собаки Бубрик и Фрам познакомились с умным котом по имени Светофор и собакой Тошкой. Хозяин Бубрика и Фрама оставил их на даче у друга на время командировки. И там происходит знакомство друзей. Бубрик отправляется на поиски хозяина и за ним идут его друзья. И теперь им предстоит пережить много приключений, прежде чем они снова встретят своего хозяина Егеря и его друга Полярника, и вернутся домой.

## В ролях
- Катя Кишмерешкина — Катя
- Пётр Шелохонов — Егерь
- Ефим Каменецкий — Полярник
- Михаил Светин — Вор
- Евгений Тиличеев — сообщник Вора
- Никита Ерышев — мальчик с собакой
- Андрей Хилько
- Лев Лемке — голоса животных / сосед в третьей истории
- Валерий Быченков
- Елена Дриацкая — голос
- эрдельтерьер Чингиз — Бубрик
- восточно-европейская овчарка Янко — Фрам
- дворняжка Тошка — Тошка
- коты Барсик и Васька — Светофор

## Съёмочная группа
- Автор сценария — Олег Ерышев, Юзеф Принцев
- Режиссёр — Олег Ерышев
- Оператор — Роман Черняк
- Художник — Константин Дмитраков
- Композитор — Игорь Цветков
- Звукооператор — Г. Сайдаковская